# La Soledad (Panama)
La Soledad è un comune (corregimiento) della Repubblica di Panama situato nel distretto di Soná, provincia di Veraguas. Si estende su una superficie di 115,3 km² e conta una popolazione di 1.517 abitanti (censimento 2010).